# Daunte Culpepper
Pour les articles homonymes, voir Culpepper.
(en) Statistiques sur pro-football-reference
Daunte Culpepper, né le 28 janvier 1977 à Ocala (Floride), est un quarterback de football américain. Il a été classé parmi les meilleurs de sa position dans la National Football League (NFL) et il était considéré comme le joueur le plus physique à son poste de l'histoire de la NFL[réf. nécessaire]. Il a longuement joué pour la formation des Vikings du Minnesota.

## Biographie
Au cours de la saison NFL 2006, Daunte n'a guère pu jouer à cause d'une blessure qui le faisait énormément souffrir. De plus l'équipe a eu un peu de difficulté à remporter ses duels contre d'autres équipes. Pour ces raisons, Daunte a fait parvenir une demande d'échange. Bien que convoité par plusieurs formations de la NFL, Daunte est échangé aux Dolphins de Miami, une formation en reconstruction. En retour, les Vikings ont obtenu un choix de deuxième tour à la prochaine draft. L'échange s'est fait le 14 mars 2006.
La saison 2006 à Miami est décevante pour Culpepper. Il est libéré de son contrat par les Dolphins le 17 juillet 2007, puis signe aux Raiders d'Oakland. Il y joue 7 matchs en une saison avant d'être libéré.
Après quelques tentatives infructueuses pour trouver une nouvelle franchise, il décide de prendre sa retraite en septembre 2008. Finalement, le 2 novembre 2008, il signe un nouveau contrat de deux ans avec les Lions de Détroit, avant d'arrêter sa carrière en NFL à l'issue de la saison 2009.

## Statistiques

### Université
| Année | Équipe | MJ |         | Passes   | Passes | Passes | Passes | Passes | Passes | Passes  |       | Courses | Courses | Courses | Courses |
| Année | Équipe | MJ | Tentées | Réussies | Pct.   | Yards  | TD     | Int.   | Éval.  | Tentées | Yards | Moy.    | TD      |         |         |
| 1995  | UCF    | 11 | 294     | 168      | 57,1   | 2 071  | 12     | 10     | 123,0  | 85      | 17    | 0,2     | 5       |         |         |
| 1996  | UCF    | 11 | 314     | 187      | 59,6   | 2 565  | 19     | 15     | 138,6  | 94      | 102   | 1,1     | 2       |         |         |
| 1997  | UCF    | 11 | 381     | 238      | 62,5   | 3 086  | 25     | 10     | 146,9  | 136     | 438   | 3,2     | 5       |         |         |
| 1998  | UCF    | 11 | 402     | 296      | 73,6   | 3 690  | 28     | 7      | 170,2  | 141     | 463   | 3,3     | 12      |         |         |

### NFL
| Année              | Équipe               | MJ                 |         | Passes   | Passes | Passes | Passes | Passes | Passes | Passes  |       | Courses | Courses | Courses | Courses |
| Année              | Équipe               | MJ                 | Tentées | Réussies | Pct.   | Yards  | TD     | Int.   | Éval.  | Tentées | Yards | Moy.    | TD      |         |         |
| 1999               | Vikings du Minnesota | 1                  | -       | -        | -      | -      | -      | -      | -      | 3       | 6     | 2,0     | 0       |         |         |
| 2000               | Vikings du Minnesota | 16                 | 474     | 297      | 62,7   | 3 937  | 33     | 16     | 98,0   | 89      | 470   | 5,3     | 7       |         |         |
| 2001               | Vikings du Minnesota | 11                 | 366     | 235      | 64,2   | 2 612  | 14     | 13     | 83,3   | 71      | 416   | 5,9     | 5       |         |         |
| 2002               | Vikings du Minnesota | 16                 | 549     | 333      | 60,7   | 3 853  | 18     | 23     | 75,3   | 106     | 609   | 5,7     | 10      |         |         |
| 2003               | Vikings du Minnesota | 14                 | 454     | 295      | 65,0   | 3 479  | 25     | 11     | 96,4   | 73      | 422   | 5,8     | 4       |         |         |
| 2004               | Vikings du Minnesota | 16                 | 548     | 379      | 69,2   | 4 717  | 39     | 11     | 110,9  | 88      | 406   | 4,6     | 2       |         |         |
| 2005               | Vikings du Minnesota | 7                  | 216     | 139      | 64,4   | 1 564  | 6      | 12     | 72,0   | 24      | 147   | 6,1     | 1       |         |         |
| 2006               | Dolphins de Miami    | 4                  | 134     | 84       | 60,4   | 929    | 2      | 3      | 77,0   | 10      | 20    | 2,0     | 1       |         |         |
| 2007               | Raiders d'Oakland    | 7                  | 186     | 108      | 58,1   | 1 331  | 5      | 5      | 78,0   | 20      | 40    | 2,0     | 3       |         |         |
| 2008               | Lions de Détroit     | 5                  | 115     | 60       | 52,2   | 786    | 4      | 6      | 63,9   | 12      | 25    | 2,1     | 1       |         |         |
| 2009               | Lions de Détroit     | 8                  | 157     | 89       | 56,7   | 945    | 3      | 6      | 64,8   | 18      | 91    | 5,1     | 0       |         |         |
| Totaux en carrière | Totaux en carrière   | Totaux en carrière | 3 199   | 2 016    | 63,0   | 24 153 | 149    | 106    | 87,8   | 514     | 2 652 | 5,2     | 34      |         |         |